# Stichting Moria
Moria is een Nederlandse stichting die in 1994 in Nijmegen is opgericht om ex-gedetineerde jongemannen van 18 tot 30 jaar opvang en begeleiding te bieden bij hun terugkeer in de samenleving. De instelling is opgezet en opgebouwd door leden van twee katholieke religieuze congregaties: Fraters Maristen en Zusters van Julie Postel. Gaandeweg werd hun werk overgenomen door beroepskrachten, ondersteund door vrijwilligers. De naam van de stichting is afgeleid van de Bijbelse berg Moria (Genesis 22) en betekent letterlijk: 'Plaats waar wordt gezien'. Het eerste motto van de stichting Moria was dan ook 'Zie mij'. Tegenwoordig hanteert de stichting de slogan 'Werken aan vrijheid'.
Stichting Moria is een van de vier en de enige van oorsprong rooms-katholieke organisatie voor 24-uurs opvang en begeleiding van ex-gevangenen in Nederland.

## Werkwijze
Maximaal vijftien jongeren wonen acht maanden tot maximaal een jaar in een oude villa aan de rand van Nijmegen. Daarna krijgen ze met de hulp van een Nijmeegse woningcorporatie een eigen woonplek. Al die tijd worden ze intensief begeleid op de thema's wonen, leren, werken, relaties en bezieling. Het totale programma van Moria duurt twee jaar met daarna nog de mogelijkheid van nazorg. Uitgangspunt is dat alleen langdurige persoonlijke aandacht vanuit een kleinschalige organisatie voor deze jongeren kan herstellen wat vaak gedurende vele jaren mis is gegaan. De meeste bewoners kampen met schulden, verslavingen, traumatische ervaringen en afgebroken opleidingen. Ze melden zichzelf aan of worden aangemeld vanuit penitentiaire instellingen of de reclassering. Moria onderzoekt eerst of de jongeren zelf echt gemotiveerd zijn om hun leven anders in te richten. Gemiddeld worden 20 tot 25 jongeren begeleid.

## Religieuzen
De Zusters van Julie Postel en de Fraters Maristen zijn sinds de oprichting betrokken. Sinds 2005 zijn ook de Fraters van Utrecht bestuurlijk betrokken. De congregaties leveren bestuurders en een deel van de financiering, een enkele frater of zuster is ook nog als vrijwilliger actief. Voor deze religieuzen is Moria een nieuwe invulling van hun oude ideaal om oog te hebben voor kwetsbare mensen, door bijvoorbeeld zorg of onderwijs te geven.

## Resultaten
Moria zegt dat zeventig tot tachtig procent van de deelnemers het programma met succes afrondt. Recidivecijfers over lange termijn zijn niet beschikbaar. In 2009 wordt door de Universiteit Leiden onderzoek gedaan naar recidive vermindering na de begeleiding van Stichting Moria en verwante organisaties.
In 2007 beoordeelde de Inspectie voor de Sanctietoepassing (ISt) van het Ministerie van Justitie de instelling als ‘professioneel en betrokken’